# Campylopus occultus
Campylopus occultus là một loài Rêu trong họ Dicranaceae. Loài này được Mitt. mô tả khoa học đầu tiên năm 1869.